# 尚惇
尚惇（1816年1月21日（嘉慶二十年十二月二十三日）—？），和名大里王子朝教，童名思樽金，琉球國第二尚氏王朝攝政。大里御殿一世。
尚惇是尚灝王的第三子，為尚灝王之妻小那霸阿護母志良禮（劉氏真牛金）所生，也是尚健（伊江王子朝直）的同胞哥哥。
道光十九年（1839年），為慶賀薩摩藩藩主島津齊興轉任參議，尚惇奉命出使薩摩藩。咸豐二年壬子四月三日（1852年5月21日），就任攝政。咸豐三年（1853年），八重山遇上饑饉疫癘，尚泰王召見尚惇，指示他與三司官一起商議賑災之事，他遵旨辦理。咸豐八年（1858年），度支官向汝霖（恩河親方朝恆）、日帳主取向永功（牧志親雲上朝忠）等人接受薩摩藩藩主島津齊彬的指示，作為薩摩藩的中間人，與秘密與法國傳教士交涉購買軍艦一事。尚惇反對為薩摩藩提供協助，同年島津齊彬去世後，他說服尚泰王撕毀了與法國人之間達成的契約。翌年牧志恩河事件發生，尚泰王召見尚惇，下教條六款，直斥向永功等人為逆心之徒、挾私惑人。隨後，尚健（伊江王子朝忠）、向允讓（仲里按司朝紀）、夏超羣（摩文仁親方賢由）、向克約（宇地親方朝真）被任命為奉行，對向永功、向汝霖以及三司官馬克承（小祿親方良忠）進行審判定罪。
咸豐十一年（1861年）卸任攝政之職，由尚允讓（與那城王子朝紀）繼任。